# Széleslevelű fagyal
A széleslevelű fagyal vagy télizöld fagyal (Ligustrum ovalifolium) az olajfafélék családjába tartozó cserje termetű növényfaj. Hazája Japán. Magyarországon gyakran ültetik, elsősorban sövénynek. Közepesen szárazságtűrő faj, napos vagy félárnyékos fekvést kedvel. Napon a levele a tél közepére rendszerint lefagy vagy leszárad. Igen szigorú teleken a vesszők is károsodhatnak.

## Leírása
2-5 méteres, sűrű, felálló ágú bokor. Fénylő, sötétzöld levelei szélesebbek és kissé merevebbek a (Ligustrum vulgare) leveleinél, többnyire szabályos ellipszis alakúak, enyhe télen zölden maradnak egész tavaszig. Termése tompa fekete vagy ólomszürke, kissé hosszúkás.

## Fajtái
- ’Aureum’ – levelei sárgatarkák vagy teljesen sárgák. Kiméra jellegű, igen hajlamos a visszazöldülésre.
- ’Góliát’ – gyors, erős növekedésű fajta. Magas (max. 3 m) sövénynek vagy törzses, nyírott koronájú, dézsában is tartható fácskának alkalmas. Magyar fajta.
- ’Nünü’ – igen lassan, max. 1,5 m-re növő, sűrűn elágazó, gömbölyded bokrú, gazdagon nyíló cserje. Kevés nyírással alacsony sövény nevelhető belőle. Magyar nemesítésű.

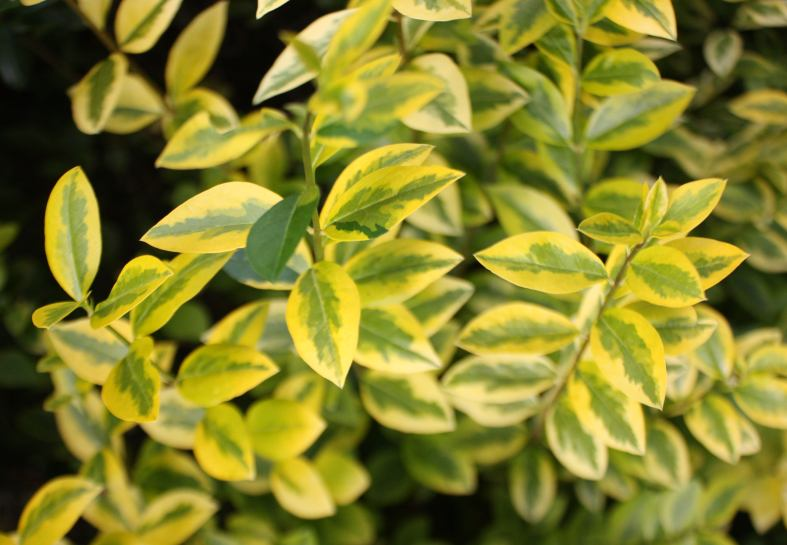
’Aureum’